# 유혹시대
"유혹시대"는 1986년에 개봉한 대한민국의 영화이다.

## 캐스팅
- 김진아 : 학희 역
- 오수비 : 하림 역
- 이혜숙 : 진연 역
- 윤일봉 : 박 사장 역
- 이영하 : 현태 역
- 이구순
- 진봉진
- 유영국